# Movimiento Cívico (República Checa)
El Movimiento Cívico (en checo: Občanské hnutí, OH) fue un partido político liberal de la República Checa, que existió de 1991 a 1996. Fue fundado después de la ruptura del ala liberal del Foro Cívico con dicho partido, mientras el ala conservadora fundaba el Partido Democrático Cívico. Jiří Dienstbier fue elegido líder del Movimiento Cívico. El partido participó en las elecciones legislativas checas de 1992 pero falló en obtener el 5% requerido y quedó sin representación parlamentaria. El partido se renombró como Demócratas Libres. El partido se unió con el Partido Nacional Social Checo en 1996. Algunos exmiembros de OH fundaron el Partido por la Sociedad Abierta.

## Resultados electorales

### Cámara del Pueblo
| Año  | Votos        | Porcentaje de votos | Escaños | +/- | Notas                            | Posición           |
| ---- | ------------ | ------------------- | ------- | --- | -------------------------------- | ------------------ |
| 1990 | ...          | ...                 | 44/200  |     | Separado del Foro Cívico en 1991 |                    |
| 1992 | 297.406 (#9) | 4,59                | 0/200   | 44  |                                  | Extraparlamentario |
| 1996 | 124.165 (#9) | 2,05                | 0/200   |     | En coalición con ČSNS            | Extraparlamentario |